# Гвен Вердон
Гвинет Евелин Вердон (енгл. Gwyneth Evelyn Verdon; Калвер Сити, 13. јануар 1925 — Вудсток, 18. октобар 2000) била је позоришна, филмска и телевизијска глумица, плесачица и певачица. Неретко се сматра најбољом плесачицом у историји бродвејског мјузикла. Врхунац каријере је доживела педесетих и шездесетих година 20. века. Тумачила је улоге у оригиналним поставкама позоришних мјузикла „Кан кан” (1953), Проклети Јенкији (1955), Нова девојка у граду (1957), Црвенокоса (1959), Слатка Черити (1966) и Чикаго (1975).
Вердон је остварила упечатљиве наступе у мјузиклима спојивши дискретну сексуалност, врцави хумор и оптималну физичку спремност исказујући их кроз лепршаве и наизглед лаке, али у суштини врло комплексне кореографије и плесне покрете. Била је препознатљива по црвеној боји косе, изгледу пинап девојке и дрхтавом гласу. Иако није била посебно надарена певачица, своје скромне певачке способности надопуњавала је покретачком енергијом и изузетном плесном техником. Њену каријеру обележила је сарадња са кореографом и редитељем Бобом Фосијем, за кога се удала 1960. године. Уметнички тандем Вердон и Фоси наставили су сарадњу и након што су се растали, а Вердон је наставила да чува и одржава Фосијево наслеђе и након његове смрти. За своје изведбе шест пута је била номинована за награду Тони, освојивши га четири пута; три пута у категорији за најбољу глумицу у мјузиклу и једном за најбољу споредну глумицу у мјузиклу.

## Биографија

### Детињство и младост
Гвен Вердон је рођена у Калвер Ситију, држава Калифорнија, као друго дете Гертруде Лилијан (1896 – 1956) и Џозефа Вердона (1896 – 1978), британских емиграната. Имала је старијег брата Вилијема Фарела Вердона (1923 – 1991). Њен отац је био електричар у Метро-Голдвин-Мејер студију, а мајка јој је била бивша водвиљска играчица и учитељица плеса..
Гвен Вердон је као дете боловала од рахитиса што је довело до деформације ногу, због чега су је друга деца погрдно прозвала „Гимпи” (у дословном преводу „шепавац”). Морала је да носи тешке ортопедске ципеле и ножне протезе. Мајка ју је са три године уписала на балет. Бављење балетом помогло јој је да ојача своје ноге и поправи своје здравствено стање. Са шест година почела је да игра на позорници. Научила је да игра различите плесове од степовања, џеза до балских плесова и фламенка. Такође, научила је и да жонглира. Са једанаест година имала је самостални балетски наступ у филму The King Steps Out (1936), који је режирао Јозеф фон Штернберг. Похађала је средњу школу Александар Хамилтон у Лос Анђелесу. Паралелно је похађала часове балета код Ернеста Белхера. Године 1942. седамнаестогодишња Гвен Вердон затруднела је са породичним пријатељем и таблоидним новинарем Џејмсом Хенаганом. Родитељи су инсистирали да се уда за њега.. Брак је био несрећан, те су се убрзо развели. Свог сина Џимија оставила је својим родитељима на старање, не би ли се посветила грађењу каријере.

### Почетак каријера и велики пробој на Бродвеју
Крајем четрдесетих и почетком педесетих радила је као асистент холивудског и бродвејског кореографа Џека Кола. Асистирала му је у спремању кореографија за неколико холивудских мјузикла а потом и за бродвејски мјузикл „Магдалена” (1948) - што је уједно био и њен први ангажман на Бродвеју. Глумила је неколико епизодних улога у холивудским филмовима. Џек Кол, чија је егзотична и чулна кореографија сасвим одговарала црвенокосој Гвен, ангажовао ју је као плесачицу у мјузикл ревији „Alive and Kicking” (1950). Иако је представа извођена само две недеље, Вердон је уз помоћ ње успела да упозна значајне особе из позоришног света Њујорка, укључујући режисере Роберта Гордона и Лемана Енгела.
Године 1953, Вердон је ангажована за улогу у Кол Портеровом мјузиклу „Кан кан”. У овом мјузиклу, који је доносио романтизован приказ живота плесачица на Монмартру с краја 19. века, тумачила је споредну улогу, али је својом изведбом успела да засени главну женску улогу коју је тумачила француска глумица Лило, наишавши на неподељено одушевљење и код позоришних критичара и код публике. За своју изведбу награђена је Тонијем за најбољу глумицу у споредној улози у мјузиклу.
Вердон је 1955. играла главну улогу у позоришном мјузиклу Џорџа Абота „Проклети Јенкији”. Вердон је тумачила улогу Лоле - некадашње најружније жене која је продала душу ђаволу не би ли постала фатална лепотица. Лола од ђавола (кога је играо комичар Реј Валстон) добија специјални задатак - да заведе Џоа Бојда, мушкарца који планира да прода своју душу не би ли постао најбољи играч бејзбола и тако освојио национално првенство. Преокрет наступа када се Лола заљуби у Џоа те је присиљена да бира између своје љубави и договора са нечастивим. Мјузикл је доживео огроман успех и изведен је 1019 пута. Вердон је освојила свог другог Тонија, овог пута за најбољу глумицу у мјузиклу. Такође, ово је била прва од неколико сарадњи са кореографом Бобом Фосијем. Године 1958, поновила је своју улогу Лоле у истоименој филмској адаптацији мјузикла.

### „Слатка Черити” и „Чикаго”
Следећи мјузикл у којем је играла био је „Нова девојка у граду”, заснованом на Јуџин О'Ниловој драми „Ана Кристи”, где је тумачила девојку која покушава да побегне од своје прошлости проститутке. Представа је доживела солидан успех, изведена је 431 пут, а Вердон је освојила свој трећи Тони. Потом је уследио мјузикл „Црвенокоса”, чија се радња одиграва у викторијанском музеју воштаних фигура док полиција трага за мистериозним убицом. И овај мјузикл је доживео завидан успех, а Вердон је за тумачење освојила свој четврти Тони. Године 1960. удала се за Боба Фосија, а 1963. родила је девојчицу Никол.
Након вишегодишње паузе повратак на сцену Бродвеја имала је 1966. глумећи насловну улогу у мјузиклу „Слатка Черити”. У њему је тумачила улогу Черити, плесачице која ради у ноћном клубу сумњиве репутације. Заплет мјузикла је заснован на сценарију филма „Карибијске ноћи” Федерика Фелинија. Представа је доживела велики успех и код критичара и код публике и изведена је 608 пута. Вердон је била номинована за награду Тони. Мјузикл је врло брзо адаптиран у истоимени филм, али иако је њен муж Боб Фоси преузео режију филма, холивудски челници су улогу Черити доделили Ширли Маклејн. Ипак, Вердон је помагала супругу при снимању филма, помажући му у осмишљавању кореографија и сцена, а касније и током монтаже. Помоћ му је пружила и 1971. током снимања филма Кабаре.
Брак између Фосија и Вердон почетком седамдесетих је почео да се распада и то великим делом због Фосијевих прељуба. Пар се 1971. раставио, али су професионалну сарадњу наставили. Вердон је 1972. покушала да се оствари као глумица у позоришној драми „Децо! Децо!”. Представа је доживела фијаско и изведена је само једанпут. „Децо! Децо!” је био њен једини покушај да се опроба у позоришту изван жанра мјузикла.
Последњи велики глумачки успех на Бродвеју Гвен Вердон је доживела тумачећи Рокси Харт у мјузиклу „Чикаго” (1975). Вердон је дуго година планирала да учествује у адаптацији истоимене драме Морин Далас Воткинс у позоришни мјузикл, али је Воткинс одбијала да јој прода ауторска права пошто је у старости постала стравствена евангелистичка хришћанка те је сматрала да је њен претходни књижевни рад славио неморалан начин живота. Ипак, након њене смрти, Вердон и Фоси су успели да откупе ауторска права од наследника. Џон Кандер и Фред Еб су начинили музику и текстове, а Фоси је осмислио кореографију и режирао поставку. Вердон је глумила Рокси Харт, чикашку девојку која сања да постане велика звезда. Њени снови о слави остварују се након што је убила љубавника и након што је читав случај доспео под рефлекторе сензационалистичке штампе и јавности жељне скандала. Мјузикл је игран 936 пута. Иако се данас сматра култним а ова прва поставка постала основа на коју ће се позивати све касније позоришне поставке укљућујући и Оскаром награђени филм Роба Маршала, „Чикаго” је у први мах наишао на подељена мишљења међу позоришним критичарима. Мјузикл је био номинован у десет категорија за награду Тони, укључујући и категорију за најбољу глумицу, али није освојио ниједан.

### Позна каријера
Након „Чикага” повукла се са бродвејске позорнице, али је наставила да помаже Фосију у реализацији његових остварења попут постављања мјузикла „Плесање” (Dancin, 1978) и снимање филма „Сав тај џез”. У овом аутобиографском филму лик који тумачи Лиланд Палмер заснован је на улози коју је Вердон имала у Фосијевом животу. Такође, сарађивала је и са Фосијевом новом партнерком Ен Рајнкинг. Вердон и Рајнкинг су након Фосијеве смрти, биле најзаслужније за чување и неговање његовог кореографског и редитељског наслеђа. Године 1999, била је уметнички сарадник у постављању мјузикла Фоси, посвећеном кореографијама које је њен партнер режирао.
У позној каријери глумила је епизодне улоге у филмовима „Котон клаб” (1988) Cocoon (1985) Cocoon: The Return (1988), „Алис” (1990) и „Марвинова соба” (1996). Била је номинована три пута за Еми награду у категорији најбоља гошћа у телевизијској серији. и то за тумачења улога у серијама Magnum, P.I. (1988), Dream On (1993) и Одељење за убиства (1993).
Вердон је примљена у Америчку позоришну дворану славних 1981. Награђена је Националном медаљом за уметност 1998.

### Смрт
Вердон је преминула у сну у 75 години живота 18. октобра 2000. године на имању своје ћерке Никол у Вудстоку. Бродвејска позоришта су јој истог дана у 8 часова увече одала почаст тако што су пригушили светла на светлећим натписима позоришта.

## Наслеђе
Дугогодишња стваралачка и емотивна веза између Боба Фосија и Гвен Вердон била је предмет осмоепизодне мини-серије „Фоси/Вердон” (2019). Мишел Вилијамс је играла Гвен Вердон, док је Сем Роквел тумачио Боба Фосија.

## Улоге

### Позориште
| Година | Српски назив         | Изворни наслов      | Улога      | Напомене                                                    |
| ------ | -------------------- | ------------------- | ---------- | ----------------------------------------------------------- |
| 1950.  |                      | Alive and Kicking   | саму себе  | мјузикл ревија                                              |
| 1953.  | Кан кан              | Can-Can             | Клодин/Ив  | Награда Тони за најбољу глумицу у споредној улози (мјузикл) |
| 1955.  | Проклети Јенкији     | Damn Yankees        | Лола       | Награда Тони за најбољу глумицу у мјузиклу                  |
| 1957.  | Нова девојка у граду | New Girl in Town    | Ана        | Тони за најбољу глумицу у мјузиклу                          |
| 1959.  | Црвенокоса           | Redhead             | Еси Вимпл  | Тони за најбољу глумицу у мјузиклу                          |
| 1966.  | Слатка Черити        | Sweet Charity       | Черити     | Номинација - Тони за најбољу глумицу у мјузиклу             |
| 1972.  | Децо! Децо!          | Children! Children! | Хелен Џилс | Само једно извођење                                         |
| 1975.  | Чикаго               | Chicago             | Рокси Харт | Номинација - Тони за најбољу глумицу у мјузиклу             |

### Филм
| Улоге Гвен Вердон |                          |                                           |                          | |
| Година            | Српски назив             | Изворни назив                             | Улога                    | Напомена |
| 1936.             |                          | The King Steps Out                        | балерина                 | није споменута на шпици |
| 1943.             |                          | Hoosier Holiday                           | Чирлидерсица             | није споменута на шпици |
| 1945.             | Плавуша из Бруклина      | The Blonde from Brooklyn                  | девојка у ноћном клубу   | није споменута на шпици |
| 1951.             |                          | On the Riviera                            | играчица                 | није споменута на шпици |
| 1951.             |                          | David and Bathsheba                       | играчица                 | није споменута на шпици |
| 1951.             |                          | Meet Me After the Show                    | Сапфо                    | није споменута на шпици |
| 1952.             |                          | Dreamboat                                 | девојка                  | није споменута на шпици |
| 1952.             | Весела удовица           | The Merry Widow                           | играчица кан кана        | није споменута на шпици |
| 1953.             |                          | The I Don't Care Girl                     | плесачица                | није споменута на шпици |
| 1952.             |                          | Dreamboat                                 | девојка                  | није споменута на шпици |
| 1952.             | Весела удовица           | The Merry Widow                           | играчица кан кана        | није споменута на шпици |
| 1953.             | Коцкар из Мисипија       | The Mississippi Gambler                   | вуду плесачица           | није споменута на шпици |
| 1953.             |                          | The Farmer Takes a Wife                   | Абигејл                  | није споменута на шпици |
| 1955.             | Мушкарци се жене црнкама | Gentlemen Marry Brunettes                 | играчица                 | није споменута на шпици |
| 1958.             | Проклети Јенкији         | Damn Yankees                              | Лола                     | Номинација - Награда БАФТА за најперспективнијег дебитанта у главној филмској улози                                                                           |
| 1958.             |                          | Sgt. Pepper's Lonely Hearts Club Band     | саму себе                | камео |
| 1982.             |                          | Creepshow                                 | глас Леоноре Кастонмејер | није споменута на шпици |
| 1984.             | Котон клаб               | The Cotton Club                           | Тиш Двајер               | |
| 1985.             |                          | Cocoon                                    | Бес Макарти              | Номинација - Награда Сатурн за најбољу споредну женску улогу                                                                                                  |
| 1987.             |                          | Nadine                                    | Вера                     | |
| 1988.             |                          | Cocoon: The Return                        | Бес Макарти Селвин       | |
| 1990.             |                          | Alice                                     | Алисина мајка            | |
| 1994.             |                          | Oldest Living Confederate Widow Tells All | Ета Пел                  | |
| 1996.             | ''Марвинова соба         | Marvin's Room                             | Рут Вејкфилд             | Номинација - Награда Удружења филмских глумаца за најбољу филмску поставу Номинација - Награда Удружења филмских глумаца за најбољу глумицу у споредној улози |
| 1999.             |                          | Walking Across Egypt                      | Алора                    | |
| 2000.             | Бруно                    | Bruno                                     | госпођа Драго            | |

### Телевизија
| Улоге Гвен Вердон |                         |                              |                     |                                                                                          |
| Година            | Српски назив            | Изворни назив                | Улога               | Напомена                                                                                 |
| 1954              |                         | Goodyear Playhouse           | Ширли Кохендорфер   | епизода "Native Dancer"                                                                  |
| 1972              | Љубав на амерички начин | Love, American Style         | Естел Мејбери       | сегмент "Love and the New Act"                                                           |
| 1981              |                         | M*A*S*H                      | Бренди Дојл         | епизода: "That's Show Biz"                                                               |
| 1982              |                         | Fame                         | Мелинда Макнил      | епизода: "Come One, Come All"                                                            |
| 1982              | Сва моја деца           | All My Children              | Џудит Кингсли Сојер | непозната епизода:                                                                       |
| 1983              |                         | Legs                         | Морин Комли         | телевизијски филм                                                                        |
| 1984              |                         | The Jerk, Too                | торбарка            | телевизијски филм                                                                        |
| 1984              |                         | Gimme a Break!               | Лили                | епизода: "The Center"                                                                    |
| 1985              |                         | Trapper John, M.D.           | госпођа Тејлор      | епизода: "All the King's Horses"                                                         |
| 1985              |                         | Kids Incorporated            | Рут                 | епизода: "Grandma, Won't You Dance with Me"                                              |
| 1985–1988         |                         | Magnum, P.I.                 | Кетрин Питерсон     | 5 епизода Номинација—Еми за најбоље гостовање глумице у драмској серији                  |
| 1986              |                         | The Equalizer                | Кели Стерлинг       | епизода: "Unnatural Causes"                                                              |
| 1986              |                         | All Is Forgiven              | Бонита Харел        | епизода: "I Can't Say No"                                                                |
| 1986–1988         |                         | Webster                      | ујна Шарлот         | 3 епизоде                                                                                |
| 1987              |                         | Hotel                        | Aјрис Лојд          | епизода: "Second Thoughts"                                                               |
| 1989              |                         | Dear John                    | Ивон                | епизода: "The Second Time Around"                                                        |
| 1992              |                         | Dream On                     | Кити Бру            | епизода: "For Peter's Sake" Номинација—Еми за најбоље гостовање глумице у комедији       |
| 1993              | Одељење за убиства      | Homicide: Life on the Street | Џеси Дуен           | епизода: Ghost of a Chance Номинација—Еми за најбоље гостовање глумице у драмској серији |
| 1993              |                         | Key West                     | сестра Грејс        | епизода: "Gimme Shelter"                                                                 |
| 1994              |                         | The Cosby Mysteries          | Јоланда             | 2 епизоде                                                                                |
| 1996              |                         | In Cold Blood                | Седи Трут           | 2 епизоде                                                                                |
| 1997              |                         | Touched by an Angel          | Лорејн Макали       | епизода: "Missing in Action"                                                             |
| 1997–1999         | Вокер, тексашки ренџер  | Walker, Texas Ranger         | Мејси Витман        | 2 епизоде                                                                                |
| 1998              |                         | Promised Land                | Карен Хачер         | епизода: "Undercover Granny"                                                             |

## Награде и номинације
| Година | Награда                           | Категорија                                          | Остварење            | Резултат   | Напомене |
| ------ | --------------------------------- | --------------------------------------------------- | -------------------- | ---------- | -------- |
| 1953   | Theatre World Award               | Theatre World Award                                 | Кан кан              | Освојено   |          |
| 1954   | Тони                              | Најбоља споредна глумица у мјузиклу                 | Кан кан              | Освојено   |          |
| 1956   | Тони                              | Најбоља глумица у мјузиклу                          | Проклети Јенкији     | Освојено   |          |
| 1958   | Тони                              | Најбоља глумица у мјузиклу                          | Нова девојка у граду | Освојено   |          |
| 1959   | Тони                              | Најбоља глумица у мјузиклу                          | Црвенокоса           | Освојено   |          |
| 1959   | БАФТА                             | Најперспективнији дебитант у главној филмској улози | Проклети Јенкији     | Номинација |          |
| 1959   | Греми                             | Најбољи музички албум бродвејске представе          | Црвенокоса           | Освојено   |          |
| 1966   | Тони                              | Најбоља глумица у мјузиклу                          | Слатка Черити        | Номинација |          |
| 1966   | Outer Critics Circle              | Најбољи наступ                                      | Слатка Черити        | Освојено   |          |
| 1976   | Тони                              | Најбоља глумица у мјузиклку                         | Чикаго               | Номинација |          |
| 1988   | Еми                               | Најбоље гостовање глумице у драмској серији         | Magnum, P.I.         | Номинација |          |
| 1993   | Еми                               | Најбоље гостовање глумице у комедиографској серији  | Dream On             | Номинација |          |
| 1993   | Еми                               | Најбоље гостовање глумице у драмској серији         | Одељење за убиства   | Номинација |          |
| 1997   | Награда Удружења филмских глумаца | Најбоља глумица у споредној улози                   | Марвинова соба       | Номинација |          |
| 1997   | Награда Удружења филмских глумаца | Најбоља филмска постава                             | Марвинова соба       | Номинација |          |